# Землетрясение на Каймановых островах (2010)
Землетрясение магнитудой 5,9 произошло 19 января 2010 года в 14:23:38 (UTC) в прибрежной зоне Каймановых островов, в 46,4 км к юго-востоку от округа Ист-Энд. Гипоцентр землетрясения располагался на глубине 10,0 километров.

## Тектонические условия региона
Каймановы острова расположены недалеко от южной границы североамериканской тектонической плиты, на Карибской плите. Североамериканская плита движется на запад относительно соседней Карибской плиты со скоростью движения от 0,24 до 0,43 дюйма в год. С 1990 года в районе Каймановых островов произошло четыре землетрясения магнитудой шесть или более. Учёные рассчитали, что период повторения разрушительных землетрясений магнитудой от 7,2 до 7,5 здесь составляет от 180 до 500 лет.
Каймановы острова являются выходами подводного хребта, связанного с Каймановым хребтом. Хребет Кайман сформировался за геологическое время благодаря взаимодействию тектонических плит Северной Америки и Карибского бассейна. Этот подводный горный хребет простирается от горного хребта Сьерра-Маэстра на Кубе до Гондурасского залива и банки Мистериоса около Белиза. Хребет Кайман образует северную окраину Кайманового желоба, ширина которого составляет около 250 километров, а глубина достигает 5000 метров. Положение Каймановых островов вблизи трансформного разлома Ориенте и подъёма Кайманового хребта показывает, что эти три острова представляют собой отдельные разломные блоки, которые были поднялись из-за взаимодействия тектонических плит Северной Америки / Карибского бассейна.
Геологическое исследование этих островов показало, что Кайманы имеют гранодиоритовую основу, за которой следует шапка базальта. Самый верхний геологический слой Кайманов состоит в основном из карбонатов, которые были образованы живыми организмами (кораллы, водоросли и раковины) и были заложены во время изменений уровня моря в течение последних 30 миллионов лет. Осаждение этих карбонатов и образование известковых пород с течением времени происходит по одной общей схеме на всех трех Каймановых островах. Центральная часть каждого из Кайманов образована значительными третичными известняками и долостонами группы Блафф, которые были сформированы около 30 миллионов лет назад в олигоцен-миоценовом периоде. Это известняковое и долостоновое ядро несогласно окружено слабо литифицированными известняками железорудной свиты, которые откладывались в разные периоды в течение плейстоцена. Из-за пористой природы известняков, которые присутствуют на Каймановых островах, а также из-за отсутствия значительного рельефа, на Кайманах нет рек или ручьёв.

## Последствия
Землетрясение ощущалось в населённых пунктах Каймановых островов: округе Бодден-Таун, Джорджтаун, Уэст-Бей, а также на Ямайке — в Кингстоне, в Моне и Монтего-Бей.
Сведений о жертвах и разрушениях в результате землетрясения не поступало.